# Vincenzo Massabò
Vincenzo Maurizio Nicolò Massabò (Porto Maurizio, 4 novembre 1840 – Porto Maurizio, 20 giugno 1915) è stato un avvocato e politico italiano, sindaco di Porto Maurizio, deputato e senatore dell'Italia Liberale.

## Biografia
Figlio di Gerolamo e Marietta, Massabò prese la laurea in legge giovanissimo. Dopo un breve servizio nel Ministero della Guerra, intraprese nella città nativa l'esercizio dell'avvocatura, facendosi presto un nome nel campo civile. Fu eletto Presidente del suo ordine, carica che tenne a lungo. Per Porto Maurizio fu sindaco, membro del Consiglio provinciale (1877), membro supplente della Deputazione provinciale (1874 - 1877), membro della Deputazione provinciale (1879), membro del Consiglio provinciale sanitario (1879 - 1881) e vice segretario del Consiglio provinciale (1879).
Venne eletto deputato nel collegio di Porto Maurizio per la prima volta nel 1882. Fu rieletto nel 1886 e poi nel 1892. Venne nominato senatore il 17 novembre 1898, con convalida il 24 dello stesso messe. Prestò giuramento il 9 dicembre 1898. Gli venne conferita l'onorificenza di Cavaliere dell'Ordine della Corona d'Italia.